# Раздельная (Кировская область)
Раздельная — железнодорожная станция в Верхнекамском районе Кировской области России. Входит в состав Лесного городского поселения. Станция находится в стадии закрытия.

## География
Станция находится на северо-востоке Кировской области, в северо-западной части Верхнекамского района, к востоку от реки Сысола.
Расстояние до районного центра (города Кирс) — 76 км.

## Население
| 2010 |
| ---- |
| 7    |

По данным Всероссийской переписи, в 2010 году постоянное население станции составляло 7 человек (4 мужчины и 3 женщины).